# Distrikt Mollepampa
Der Distrikt Mollepampa liegt in der Provinz Castrovirreyna in der Region Huancavelica im Südwesten von Zentral-Peru. Der Distrikt wurde am 20. Juni 1965 gegründet. Er besitzt eine Fläche von 171 km². Beim Zensus 2017 wurden 1226 Einwohner gezählt. Im Jahr 1993 lag die Einwohnerzahl bei 1302, im Jahr 2007 bei 1550. Sitz der Distriktverwaltung ist die 2465 m hoch gelegene Ortschaft Mollepampa mit 149 Einwohnern. Mollepampa liegt 10 km westsüdwestlich der Provinzhauptstadt Castrovirreyna.

## Geographische Lage
Der Distrikt Mollepampa liegt in der peruanischen Westkordillere südzentral in der Provinz Castrovirreyna. Der Distrikt liegt am Westufer des nach Süden strömenden Río Chiris, der rechte Quellfluss des Río Pisco.
Der Distrikt Mollepampa grenzt im Südwesten an den Distrikt Huancano (Provinz Pisco), im Westen an den Distrikt Capillas, im Nordwesten an den Distrikt Huachos, im Norden an den Distrikt Castrovirreyna, im Nordosten an den Distrikt Cocas sowie im Südosten an den Distrikt Ticrapo.

## Ortschaften
Im Distrikt gibt es neben dem Hauptort folgende größere Ortschaften:
- Ciutay
- Suytupampa
- Villoco